# Urs Breitenberger
Urs Ferdinand Breitenberger (* 15. Oktober 1987) ist ein deutscher Gehörlosensportler im Tennis.

## Karriere
Urs Breitenberger spielt seit seinem 13. Lebensjahr bei seinem Heimatverein, dem Andernacher Tennisclub, Tennis. Wegen seiner Leistungen wurde er auch international bekannt und kam in den Kader der deutschen Gehörlosenmannschaft und wurde bei mehreren Deaflympics eingesetzt. 
Bei den Deaflympics in Sofia 2013 gewann er zwei Goldmedaillen für die deutsche Nationalmannschaft, davon eine mit Hans Tödter im Doppel. Dafür wurde er für das Jahr 2013 zum Gehörlosensportler des Jahres gewählt. Außerdem verlieh ihm Bundespräsident Gauck für seine sportlichen Leistungen das Silberne Lorbeerblatt.
Beim ITF Future Nord 2017 in Kaltenkirchen spielte er zum ersten Mal im Hauptfeld der Doppelkonkurrenz bei einem Turnier der ITF Future Tour. Bei den Deaflympics 2017 in Samsun in der Türkei nahm Urs Breitenberger wieder mit seinem Doppelpartner Tödter teil. Erst im Endspiel unterlagen die beiden ihren Gegnern und erreichten die Silbermedaille.